# Marek Józef Dołęga-Zakrzewski

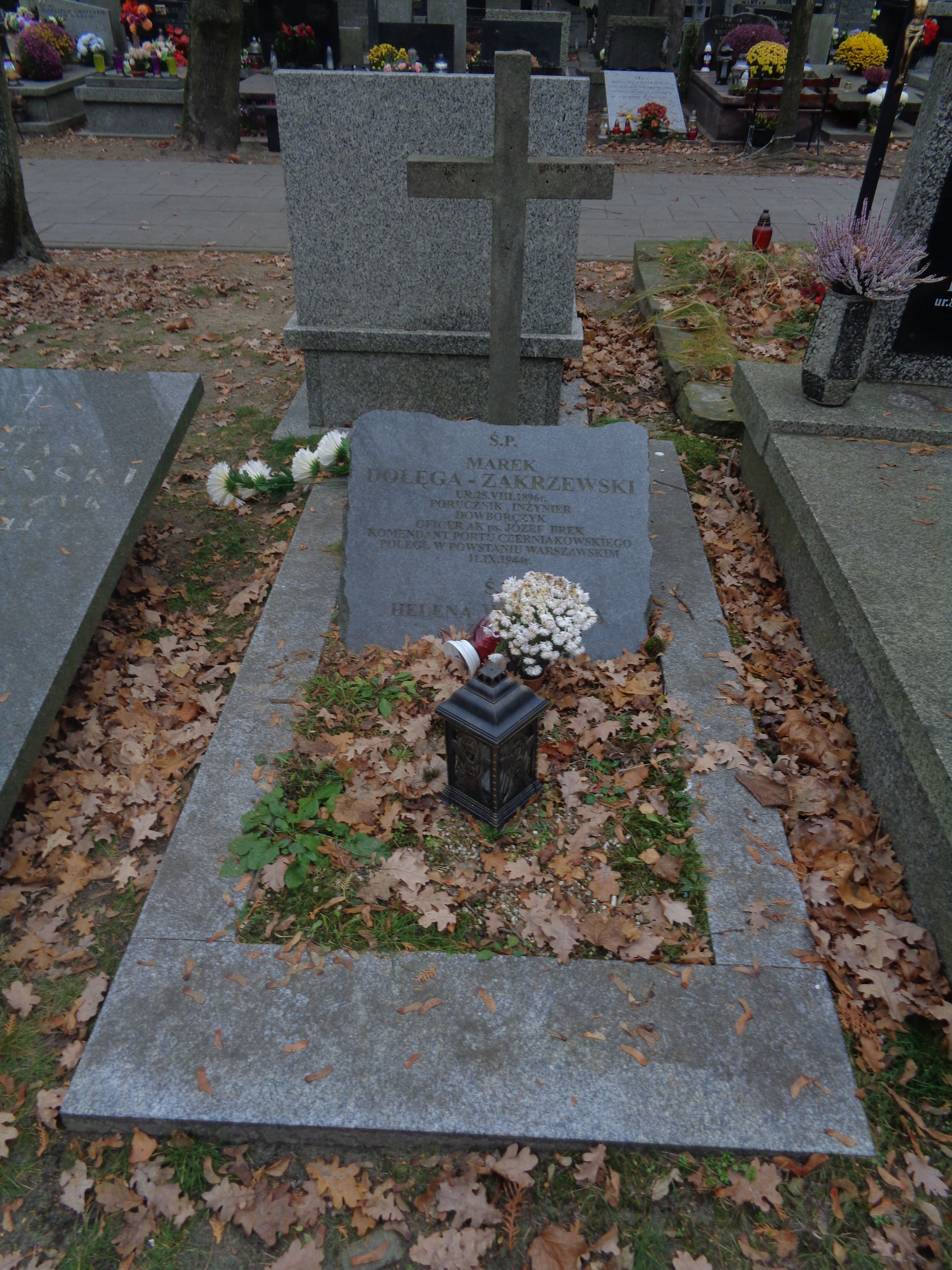
Grób Marka Józefa Dołęgi-Zakrzewskiego na Cmentarzu Wojskowym na Powązkach

Marek Józef Dołęga-Zakrzewski (ur. 25 sierpnia 1896 w Ostrowi Mazowieckiej, zm. 11 września 1944 w Warszawie) – inżynier, porucznik rezerwy piechoty Wojska Polskiego, komendant Portu Czerniakowskiego w powstaniu warszawskim.

## Życiorys
Urodził się 25 sierpnia 1896 w Ostrowi Mazowieckiej, w rodzinie Jana i Janiny Henryki z Humięckich Zakrzewskich. W 1914 roku ukończył Prywatne Gimnazjum Filologiczne w Płocku. W czasie I wojny światowej przebywał w Rosji. Po wkroczeniu do Rohaczowa oddziałów Korpusu gen. Józefa Dowbora-Muśnickiego (marzec 1918) zgłosił się na ochotnika do tej formacji. Mianowany junkrem i przydzielony do Kompanii Junkierskiej Legii Rycerskiej. Na początku czerwca 1918 roku został zdemobilizowany i wrócił do Polski.
W październiku 1918 roku wstąpił na Wydział Inżynierii Wodnej Politechniki Warszawskiej. 11 listopada 1918 roku zgłosił się ochotniczo do 36 pułku piechoty Legii Akademickiej. W sierpniu 1920 walczył w obronie Warszawy. W 1927 roku mianowany podporucznikiem rezerwy z przydziałem do 30 pułku Strzelców Kaniowskich.
W czasie okupacji niemieckiej należał do Armii Krajowej (ps. „Józef Brek”). Był kierownikiem Warszawskiego Zarządu Dróg Wodnych. Prowadził działalność konspiracyjną wśród załóg marynarskich Portu Czerniakowskiego. Służył w 3 batalionie Wojskowej Służby Ochrony Powstania (WSOP) AK 2 Rejonu, I Obwodu. W czasie powstania warszawskiego w Zgrupowaniu „Kryska”. Objął funkcję komendanta (komisarza) cywilnego Portu Czerniakowskiego.
Zginął od bomby 11 września 1944 roku, na ul. Solec, w budynku Zarządu Dróg Wodnych. Pochowany w Kwaterze Dowborczyków na Cmentarzu Wojskowym na Powązkach w Warszawie (kwatera 18A-2-24).
Jego nazwisko widnieje na Murze Pamięci Muzeum Powstania Warszawskiego (kolumna 194, pozycja 10).

## Awanse
- podchorąży[3]
- podporucznik – 25 marca 1927 ze starszeństwem z dniem 1 lipca 1925 i 875. lokatą w korpusie oficerów piechoty[3]
- porucznik – ze starszeństwem z dniem 19 marca 1939 i 517. lokatą w korpusie oficerów rezerwy piechoty[1]